# هیپرتروفی بطن چپ
هیپرتروفی بطن چپ (به انگلیسی: Left ventricular hypertrophy) بزرگ شدن ماهیچه‌های بطن چپ قلب است که در نتیجه افزایش فشار خون یا تنگی دریچه آئورت رخ می‌دهد.
هیپرتروفی بطن چپ بیماری ژنتیکی نسبتاً شایع است (یک درصد افراد جامعه).
اختلال ژنتیکی در مبتلایان به این بیماری منجر به افزایش ضخامت عضلات قلب می‌شود که مشخصه آن بوده و در اکوکاردیوگرافی تشخیص داده می‌شود.

## علائم و نشانه‌ها
- نشانه‌های نارسایی قلب شامل خستگی پذیری، تنگی نفس
- سابقه مرگ ناگهانی در اقوام نزدیک
- ثبت آریتمی بطنی در هولترمونیتورینگ
- سابقه حملات سنکوپ در فرد مبتلا
- افزایش بسیار شدید ضخامت عضلات قلبی
- افت فشارخون در هنگام تست ورزش